# Venerable Hermandad del Santísimo Rosario, Nuestra Señora de la Soledad y Santísimo Cristo Resucitado
La Venerable Hermandad del Santísimo Rosario, Nuestra Señora de la Soledad y Santísimo Cristo Resucitado es una hermandad de culto católico que tiene su sede canónica en la Parroquia de Santo Domingo de Guzmán de la ciudad de San Cristóbal de La Laguna, en la isla de Tenerife, en la comunidad autónoma de Canarias (España).

## Historia
Una primitiva hermandad dedicada a la Virgen del Rosario existía desde el siglo XVI en el antiguo Convento de Santo Domingo. Ésta ha mantenido históricamente el culto a esta Virgen como devoción de gloria y, para la Semana Santa, la imagen de la Dolorosa actualmente conocida como Virgen de la Soledad. Dicha hermandad es una de las más antiguas de la isla de Tenerife.
La sección penitencial, fue fundada el 17 de abril de 1957. En 2003 incorporó el paso del Cristo Resucitado, inexistente hasta ese momento en la Semana Santa de la ciudad. En 2005, Su Majestad el Rey de España concedió el título de "Real" a la Venerable Hermandad del Santísimo Rosario, Nuestra Señora de la Soledad y Santísimo Cristo Resucitado.

## Titulares
- Santísimo Cristo Resucitado: Imagen realizada en 2002, en madera de cedro. Su autor fue el imaginero cordobés Manuel Luque Bonillo, quién también realizó el ángel y el romano que completan la escena de la Resurrección.

- Nuestra Señora de la Soledad: La imagen se cree que es de la segunda mitad del siglo XVI. Antiguamente acompañaba al Señor de la Humildad y Paciencia en la procesión del Lunes Santo. Se trata de una imagen de candelero para vestir.

- Nuestra Señora del Rosario: Se cree que esta imagen fue traída a Tenerife por el fraile dominico Pedro de Santa María de Ulloa, quién fue el principal propagador del misterio del Rosario en la isla en los años de 1683 a 1685. Aunque existen indicios de que la talla ya se encontraba en la isla desde 1558. Fue imagen de predilecta devoción del corsario Amaro Rodríguez Felipe, más conocido como Amaro Pargo.

## Salidas Procesionales
- Viernes Santo: A las 17:00 horas, Procesión Magna.[3]

- Sábado Santo: A las 19:00 horas, procesión de Nuestra Señora de la Soledad.[3]

- Domingo de Resurrección: A las 08:30 horas, procesión del Santísimo Cristo Resucitado.[3]

- 7 de octubre (Festividad del Rosario): A las 12:00 horas, procesión de Nuestra Señora del Rosario.[4]